# Opisthoxia superamabilis
Opisthoxia superamabilis là một loài bướm đêm trong họ Geometridae.